# KRアークレイラル
KRアークレイラル（Knattspyrnufélag Akureyrar）は、アイスランド・アークレイリを本拠地とするスポーツクラブ。9つあるスポーツ部門の一つであるサッカー部門は1989年に優勝を果たしたウルヴァルステイルトに所属している。本項ではそのサッカー部門について記述する。

## 概要
ウルヴァルステイルトの1989シーズン、FHハフナルフィヨルズゥルとの熾烈な優勝争いを制してクラブ史上初の1部リーグ優勝を果たした。これまでにUEFA主催の国際大会には通算3度出場しているが、いずれも予選1回戦敗退で大会を終えている。特に国際大会デビューとなった1970-71シーズンのUEFAカップウィナーズカップでは、スイスのFCチューリッヒと対戦したが2戦合計1-14もの得点差で大敗した。また、アイスランド・カップにおいては1992シーズンと2001シーズン、2004シーズンの合計3度決勝の舞台に立ったが、いずれも準優勝に終わった。

## タイトル

### 国内タイトル
- ウルヴァルステイルト : 1回
  - 1989

- 1.テイルト・カルラ : 1回
  - 2016

- アイスランド・スーパーカップ : 1回
  - 1990

### 国際タイトル
- なし

## 過去の成績
| シーズン | リーグ戦             | リーグ戦 | リーグ戦 | リーグ戦 | リーグ戦 | リーグ戦 | リーグ戦 | リーグ戦 | リーグ戦 | アイスランド・カップ |
| シーズン | ディビジョン         | 順位     | 試       | 勝       | 分       | 敗       | 得       | 失       | 点       | アイスランド・カップ |
| -------- | -------------------- | -------- | -------- | -------- | -------- | -------- | -------- | -------- | -------- | -------------------- |
| 2016     | 1.テイルト・カルラ   | 1位      | 22       | 16       | 3        | 3        | 42       | 16       | 51       | 3回戦敗退            |
| 2017     | ウルヴァルステイルト | 7位      | 22       | 7        | 8        | 7        | 37       | 31       | 29       | 3回戦敗退            |
| 2018     | ウルヴァルステイルト | 7位      | 22       | 7        | 7        | 8        | 36       | 34       | 28       | 4回戦敗退            |
| 2019     | ウルヴァルステイルト | 5位      | 22       | 9        | 4        | 9        | 34       | 34       | 31       | 4回戦敗退            |
| 2020     | ウルヴァルステイルト | 7位      | 18       | 3        | 12       | 3        | 20       | 21       | 21       | 4回戦敗退            |
| 2021     | ウルヴァルステイルト | 4位      | 22       | 12       | 4        | 6        | 36       | 20       | 40       | 4回戦敗退            |
| 2022     | ウルヴァルステイルト | 4位      | 27       | 9        | 11       | 7        | 42       | 40       | 38       | 準決勝敗退           |

### 欧州の成績
| シーズン | 大会                       | ラウンド | 対戦相手           | ホーム | アウェー     | 合計        |  |
| -------- | -------------------------- | -------- | ------------------ | ------ | ------------ | ----------- |  |
| 1970-71  | UEFAカップウィナーズカップ | 1回戦    | チューリッヒ       | 1-7    | 0-7          | 1-14        |  |
| 1990-91  | UEFAチャンピオンズカップ   | 1回戦    | CSKAソフィア       | 1-0    | 0-3          | 1-3         |  |
| 2003     | UEFAインタートトカップ     | 1回戦    | スロボダ・トゥズラ | 1-1    | 1-1 (a.e.t.) | 1-1 (3-2 p) |  |

## 歴代所属選手
- ハウクル・ヘイダル・ハウクソン 2008-2011, 2019-2021
- エミール・リン 2017-2018
- ブリニャル・インギ・ビャルナソン 2017-2021
- ステインソール・ソルステインソン 2017-